# Овиједо
Овиједо (шп. Oviedo, аст. Uviéu) је главни град аутономне заједнице Кнежевина Астурија, на северу Шпаније. Конкистадори рођени у Овиједу основали су три града под истим именом на америчком континенту — у Парагвају, Доминиканској Републици и Флориди.
Овиједо је административни, универзитетски, трговачки и пословни центар Астурије.

## Историја
Према легенди, краљ Фруела I од Астурије је изашао у лов са пријатељима, и кад су се зауставили да се заложе на идиличном месту где се данас налази Овиједо, запитеше га где ће градити град за двор. Фруела је одговорио на латинском: „Где једем." (лат. Ubi edo).
Град Овиједо је подигнут на брду које су Римљани звали Оветао. Основао га је астуријски краљ, Фруела, син Алфонса I од Астурије, који је владао између 757. и 768. године.

## Становништво
Према процени, у граду је 2008. живело 220.644 становника, а 2016. је живело 220.567.

| 1989.   | 1991.   | 2001.   | 2002.   |
| ------- | ------- | ------- | ------- |
| 196.051 | 204.276 | 200.411 | 201.154 |

## Обилазак Овиједа
У Овиједу језгро старог града је пешачка зона: од универзитета до катедрале и од једне до друге палате. То је шеталиште на којем посетиоце очекују бројне статуе које се протежу по тротоару. Са друге стране, задовољство пружају бројни паркови и паркићи. Торањ катедрале Овиједа је оријентација за све туристе и уједно представља почетак свих туристичких тура кроз главни град Астурије. У капели Сан Мигела или светој соби налази се свети ковчег, крст анђела и крст победе.
У близини катедрале налазе се најважније грађевине Овиједа: црква Сан Тирсо, музеј лепе уметности и археолошки музеј у коме су смештени палата Веларде и манастир Сан Висенте. Извајани предмети и архитектонски елементи смештени су у археолошком музеју пошто су места на којима су се налазили уништена. Према томе, овде се може видети читава историја Астурије: из бронзаног доба, праисторије, доба Римљана и Западних Гота.
Грађевине Овиједа рађене су у различитим стиловима. Туристима се пружа прилика да виде неке од веома интересантних споменика као што су Санта Марија дел Наранко, Сан Мигел де Лиљо и Сан Хулиан де лос Прадос који се налазе под заштитом. Ове божије куће и палате заједно са Санта Кристина де Лена, светом собом и Фонкаладом (средњовековни бунар) под заштитом су UNESCO.
У граду се налазе бројни паркови и тргови који разгледање града чине интересантнијим и лепшим. Од трга Пласа де ла Катедрал води пут ка тргу Пласа де Алфонсо II ел Касто на коме су смештене палате Валдекарсана и Руа. У Симадевиљи, најстаријој четврти старог града, налази се необичан трг Пласа де Траскоралес као и Пласа де ла Конститусион на којој су општина и црква Сан Исидоро обе из 18. века. Трг Пласа де Фонтан украшен је колонадама. Остали тргови окићени су разнобојним кућама и пролазима са луковима.
Универзитет Овиједа је последња зграда у старом граду. Током целе године одржавају се разне културне активности. Знамените су и фасаде палата Торено и Кампосаградо.
Овиједо 19. века протеже се на трг Пласа де ла Ескандалера и парк Кампо де Сан Франсиско. Овде се могу видети седиште главне скупштине Паласио Рехионал, штедионица Каха де Астуриас и банка Банко Ереро. Недалеко од ових објеката су центар модерне уметности и позориште Театро Кампоамор у коме се сваке године додељује награда Принц од Астурије.
Преко улице Каље Уриа може се доспети до улица Овиједа у којима је много продавница. Једна мала бочна улица, Хил де Хас, води до луксузног хотела Реконквиста.
За време разгледања града, на било којем месту, туристи се могу упознати са гастрономијом ове регије. Нпр: разни сиреви, морски плодови, торта са бадемима, бели пасуљ (fabes) ...

## Партнерски градови
- Валпараисо
- Маранело
- Бохум
- Буенос Ајрес
- Клермон Феран
- Тампа
- Џерзи Сити
- Торевијеха
- Хангџоу
- Valencia de Don Juan
- Холон
- Мостолес
- Веракруз
- Сантијаго де Компостела
- Санта Клара
- Замора
- Визеу